# Love (serie televisiva)
Love è una serie televisiva statunitense creata da Judd Apatow, Paul Rust e Lesley Arfin per Netflix.
La Serie ha come oggetto le dipendenze in generale ed è incentrata sulla relazione romantica tra Mickey (Gillian Jacobs), una ragazza ribelle e sfrontata, affetta da dipendenza affettiva, e Gus (Paul Rust), un giovane timido e insicuro, con problemi di gestione della rabbia. Anche gli amici comuni di Gus e Mickey sono affetti da dipendenze di varia natura, come quella alimentare. 
La prima stagione, composta da 10 episodi, è stata resa disponibile il 19 febbraio 2016. Una seconda stagione di 12 episodi ha debuttato il 10 marzo 2017. Netflix ha rinnovato la serie per una terza stagione un mese prima del debutto della seconda. Il 15 dicembre 2017, Netflix annuncia che la terza stagione sarà l'ultima e ha debuttato il 9 marzo 2018.

## Episodi
| Stagione         | Episodi | Prima TV USA | Prima TV Italia |
| ---------------- | ------- | ------------ | --------------- |
| Prima stagione   | 10      | 2016         | 2016            |
| Seconda stagione | 12      | 2017         | 2017            |
| Terza stagione   | 12      | 2018         | 2018            |

## Personaggi e interpreti

### Personaggi principali
- Mickey Dobbs, interpretata da Gillian Jacobs: una giovane program manager per la stazione radiofonica satellitare Gravity.
- Gus Cruikshank, interpretato da Paul Rust: un giovane che lavora come insegnante sul set della serie tv Witchita.
- Bertie, interpretata da Claudia O'Doherty: coinquilina di Mickey; lavora come moderatrice di focus group.

### Personaggi ricorrenti
- Kevin, interpretato da Jordan Rock: amico di Gus e responsabile del catering sul set di Witchita.
- Susan Cheryl, interpretata da Tracie Thoms: autrice della serie tv Witchita.
- Dottor Greg Colter, interpretato da Brett Gelman: conduttore della trasmissione radiofonica Il lavoro del cuore.
- Heidi McAuliffe, interpretata da Briga Heelan: una delle attrici di Wichita.
- Arya, interpretata da Iris Apatow: una delle star di Wichita; Gus è il suo insegnante.
- Shaun, interpretata da Chantal Claret: un'amica di vecchia data di Mickey.
- Chris, interpretato da Chris Witaske: un amico di Gus.
- Evan, interpretato da Seth Morris
- Wyatt Meyers, interpretato da Dave King: uno degli sceneggiatori di Wichita.
- Syd, interpretata da Kerry Kenney: vicina di casa di Mickey, ha un figlio e vive con Jeff.
- Allan, interpretato da Dave Allen: uno degli abitanti di Springwood; vive con il suo amico Frank.
- Frank, interpretato da Steve Bannos: uno degli abitanti di Springwood; vive con il suo amico Allan.
- Cori, interpretata da Charlyne Yi: amica di Gus, con il quale suonava in una band.
- Rob, interpretato da John Ross Bowie: un collega di Mickey.

## Distribuzione
Nel settembre 2014 Netflix ordinò due stagioni della serie. Gli episodi della prima stagione sono stati pubblicati simultaneamente il 19 febbraio 2016 in tutti i territori in cui Netflix è disponibile. La seconda stagione, composta da 12 episodi, è stata interamente pubblicata il 10 marzo 2017. L'8 febbraio 2017 Netflix annunciò di aver rinnovato la serie per una terza stagione, prevista per il 2018.

## Accoglienza
La prima stagione della serie è stata accolta positivamente dalla critica. Sull'aggregatore di recensioni Rotten Tomatoes ha un indice di gradimento del 87% basato su 38 recensioni, con un voto medio di 7 su 10. Il commento del sito recita: "Love di Judd Apatow offre uno sguardo onesto nella costruzione di una relazione, aiutato dai suoi due accattivanti protagonisti". Su Metacritic ha un punteggio di 72 su 100 basato su 27 recensioni.
Erik Adams di The A.V. Club ha lodato la serie, affermando che "comunica quell'onestà che i suoi creatori stavano cercando, anche solo per il modo credibile in cui dipinge Gus e Mickey insieme nel tempo, nello spazio e nelle loro insicurezze". Brian Lowry di Variety ha scritto: "I personaggi sono spesso irritanti e metteranno a dura prova l'interesse dello spettatore, ma ci sono abbastanza momenti di completa goffaggine e umorismo sconcio da renderla una serie che la maggior parte del pubblico riuscirà ad apprezzare, o perché no, ad amare".